# Juan Jesús Gutiérrez
Juan Jesús Gutiérrez Cuevas (Reinosa, 25 giugno 1969) è un ex fondista spagnolo.
È fratello di Javier, a sua volta fondista di alto livello

## Biografia
In Coppa del Mondo ha esordito il 7 dicembre 1991 nella 10 km a tecnica classica di Silver Star, in Canada, (82°) e ha conquistato l'unico podio il 20 febbraio 2000 nella 72 km a tecnica libera (la Transjurassienne, quell'anno inserita nel calendario di Coppa) disputata a Lamoura/Mouthe, in Francia. Specialista delle lunghe distanze, ha conquistato tre podi (due le vittorie) in Marathon Cup e ha vinto tre volte la Marcialonga (1999, 2001 e 2002).
In carriera ha partecipato a cinque edizioni dei Giochi olimpici invernali (14° nella staffetta 4×10 km di Albertville 1992 il miglior risultato) e a otto dei Campionati mondiali (6° nella 50 km a tecnica libera di Thunder Bay 1995 il miglior risultato).

## Palmarès

### Coppa del Mondo
- Miglior piazzamento in classifica generale: 31º nel 1995
- 1 podio:
  - 1 terzo posto

### Marathon Cup
- Miglior piazzamento in classifica generale: 5º nel 2002
- 3 podi:
  - 2 vittorie
  - 1 terzo posto

#### Marathon Cup - vittorie
| Data            | Gara                | Luogo         | Paese    | Distanza    |
| --------------- | ------------------- | ------------- | -------- | ----------- |
| 27 gennaio 2002 | Marcialonga         | Val di Fiemme | Italia   | 70 km TL MS |
| 13 marzo 2002   | Engadin Skimarathon | Samedan       | Svizzera | 42 km TL MS |

Legenda:

MS = partenza in linea

TC = tecnica classica

TL = tecnica libera